# سرگی کوتوزوف
سرگی کوتوزوف (به روسی: Сергей Кутузов؛ زادهٔ ۹ آوریل ۱۹۹۹) یک کشتی‌گیر فرنگی‌کار اهل کشور روسیه است.
از افتخارات وی می‌توان به کسب مدال نقره قهرمانی کشتی جهان ۲۰۲۱ اشاره کرد.

## فعالیت حرفه‌ای

### قهرمانی کشتی جهان ۲۰۲۱
کوتوزوف در وزن ۷۲ کیلوگرم کشتی فرنگی قهرمانی کشتی جهان ۲۰۲۱ اسلو شرکت کرد، او در این مسابقات یوری کانکو از بلاروس، والنتین پتیک از مولداوی و گئورگ ساهاکیان از لهستان را شکست داد و به فینال رسید. وی در دیدار نهایی به مالخاس آمویان از ارمنستان باخت و به مدال نقره رسید.